# Vi Lâm Đạo Bái
Vi Lâm Đạo Bái (zh. 爲霖道霈, ja. Irin Dōhai, 1615-1702) là Thiền sư Trung Quốc cuối nhà Minh và đầu nhà Thanh, thuộc tông Tào Động đời thứ 28. Sư là môn đệ nối pháp nổi tiếng nhất của Thiền sư Vĩnh Giác Nguyên Hiền và có đệ tử nối pháp là Thiền sư Hằng Đào Đại Tâm.

Sư có công trong việc sáng lập nhiều đạo tràng Thiền tông tại núi Cổ Sơn (Phúc Kiến) cũng như biên soạn nhiều tác phẩm liên quan đến Thiền học.

## Cơ duyên và hành trạng
Sư họ Đinh, hiệu là Lữ Bạc, Phi Gia Tẩu, quê ở Kiến An, Phúc Kiến. Năm 14 tuổi, sư xuất gia tại Bạch Vân Tự (zh. 白雲寺) và học các kinh luận Phật giáo. Đến năm 18 tuổi, sư thọ giới cụ túc và tham học với Đại sư Quảng Ấn tại Bảo Thiện tự (zh. 寳善寺) ở Phần Thường.
Trên bước đường học Thiền, đầu tiên sư đến tham học với Thiền sư Vĩnh Giác Nguyên Hiền ở núi Cổ Sơn và làm thị giả tại đây. Sau đó, sư lại đến yết kiến Thiền sư Mật Vân Viên Ngộ và dưới sự chỉ dạy của vị này sư đại ngộ. Tuy nhiên, Mật Vân không chấp nhận sở ngộ của sư và không chịu ấn khả cho sư. Sư bèn quay trở lại trình sở ngộ cho Nguyên Hiền nhưng Nguyên Hiền cũng không chịu công nhận. Vì vậy, sư giã từ Nguyên Hiền và lập một cái am để ẩn tu tại núi Bá Trượng (zh. 百丈山). Sau đó, sư đưa mẹ mình tới am sống cùng và trọn nghĩa báo hiếu cho bà. Sư dạy bà niệm Phật và cùng tu Tịnh Độ với bà trong 5 năm.
Đến năm thứ 7, niên hiệu Thuận Trị (1650), sư quay trở lại tham học với Thiền sư Nguyên Hiền và triệt ngộ sau khi nghe Nguyên Hiền nêu câu thoại "Ném hạt cải trúng đầu mũi kim" và cuối cùng được Nguyên Hiền ấn khả cho. Năm sau, sư lập am Quảng Phước tại Kiến Ninh và bảo nhậm công phu tại đây. Năm 1657, sư trở lại núi Cổ Sơn và làm chức thủ toạ (người đứng đầu trong chúng). Cùng năm, Thiền sư Vĩnh Giác Nguyên Hiền thị tịch. Trước khi tịch, Vĩnh Giác tập hợp bốn chúng và giao lại cho sư trách nghiệm hoằng hóa ở Cổ Sơn. Thiền sư Vĩnh Giác có trao cho sư bài kệ:
Cầu Thọ Xương ta từng qua
Chớ theo dòng tục nhạt nhoà bể dâu
Nghìn mạch thánh sợi tóc thâu
Lòng này tri kỷ ngõ hầu mấy ai
Tám mươi lão thật buồn thay
Việc đời lớn nhỏ ông nay lo dùm
Ba mươi năm sống thong dong
Người xưa lời thật chẳng từng dối ai
Chèo thuyền ngược gió chớ nài
Mới mong tới bến từ nay an lành.
Sư tiếp nối thăng tòa thuyết pháp và độ chúng tại đây hơn 14 năm. Sau đó, sư xuống núi và lang thang phiêu bạt khắp nơi, tích cực phát triển tinh thần nhập thế và phổ biến Phật pháp đến quần chúng, dân thường. Vì núi Cổ Sơn không có người lãnh đạo nên sư buộc phải quay trở lại và tiếp tục hoằng hóa. Sư xây dựng bốn ngôi chùa ở Cổ Sơn là Bảo Phúc, Bạch Vân, Quảng Phúc, Khai Nguyên. Ngoài ra, sư cũng là tác giả của nhiều tác phẩm Thiền:
- Vi Lâm Đạo Bái Thiền Sư Bình Phất Ngữ Lục (zh. 爲霖道霈禪師秉拂語錄, 2 quyển).
- Xan Hương Lục (zh. 餐香錄, 2 quyển).
- Hoàn Sơn Lục (zh. 還山錄, 4 quyển).
- Pháp Hội Lục (zh. 法會錄, 1 quyển).
- Lữ Bạc Am Cảo (zh. 旅泊菴稿, 4 quyển).
- Thiền Hải Thập Trân (zh. 禪海十珍, 1 quyển).

Vào ngày 7 tháng 9 năm Nhâm Ngọ (1702), niên hiệu Khang Hi thứ 41, sư tập hợp tứ chúng lại dặn dò rồi an nhiên kiết già thị tịch, hưởng thọ 88 tuổi. Đồ chúng xây tháp tôn thờ tại núi Cổ Sơn.